# شبكة قنوات إفريقيا الفضائية
شبكة قنوات إفريقيا الفضائية هي مجموعة قنوات إسلامية تبث بلغات إفريقية متعددة وقنواتها العاملة حاليا هي:
- Africa TV - القناة الأولى - و تبث برامج موجهة للناطقين باللغة الأمهرية واللغة التجرية وهي موجهة لدول إثيوبيا وإريتريا وجيبوتي.
- Africa TV Sawahili باللغة السواحلية موجهة نحو منطقة شرق إفريقيا كينيا، الصومال، تنزانيا، أوغندا، ملاوي، جزر القمر.
- Africa TV Hawsa بلغة الهوسا موجهة لشعب الهوسا والقبائل الناطقة بلغة الهوسا في غرب إفريقيا باعتبار الهوسا أكبر القبائل الإفريقية.
- Africa TV 4 قناة ناطقة بالفرنسية موجهة للناطقين بها على عموم إفريقيا.
- OUA TV قناة الجامعة الإفريقية المفتوحة وهي قناة تعليمية تم إطلاقها في العام 1437 ه‍ / 2016م تتبع لجامعة إفريقيا العالمية.

## من أهدافها
- التعريف بدين الإسلام وبيان محاسنه للناس كافة.
- جمع كلمة المسلمين في القارة وتوجيههم وتحفيزهم للعمل النافع ودعمهم لحمل راية التطور والنهضة.
- إيجاد البديل الإعلامي المناسب الذي يجد فيه المسلم بغيته.
- نشر القيم الإسلامية الفاضلة وتعميقها في نفوس الناس.
- إبراز القدوات الصالحة.
- الدعوة والإرشاد وتوعية الجاليات الإفريقية.

## برامج القناة
- البرامج الحوارية
- برامج الأسرة
- البرامج العلمية
- البرامج التسجيلية والوثائقية
- برامج اقتصادية
- الإفتاء
- المسابقات غير التقليدية
- برامج للأطفال
- نقل الصلوات
- التقارير الميدانية
- برامج توعوية
- وغيرها من البرامج النافعة